# Nuvens de Kordylewski

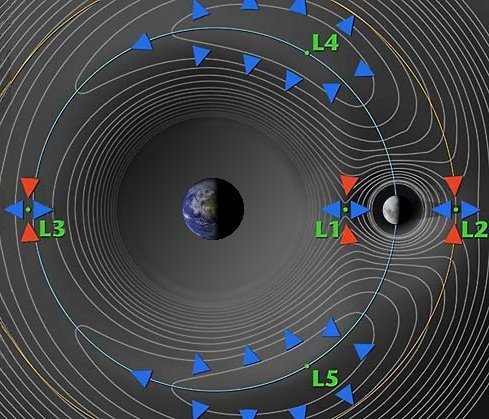
Diagrama que mostra os pontos de Lagrange L_{4} e L_{5} do sistema Terra-Lua, em que se encontram as nuvens de Kordylewski

As Nuvens de Kordylewski são grandes concentrações de poeira que parecem existir nos pontos de Lagrange L4 e L5 do sistema Terra-Lua. Foram observadas pela primeira vez pelo astrônomo polonês Kazimierz Kordylewski na década de 60, mas ainda há muita controvérsia em torno de sua existência, devido ao seu brilho extremamente baixo. Alguns astrônomos pensam que estas nuvens podem ser um evento transitório já que os pontos de Lagrange L4 e L5 são instáveis, devido a perturbações dos planetas interiores.

## Descoberta e observação
A existência de uma concentração de poeira nos pontos de libração foi predita pelo Professor J. Witkowski no 1951.
As nuvens foram vistas pela primeira vez por Kordylewski em 1956. Entre 6 de março e 6 de abril de 1961 foi fotografado duas manchas brilhantes perto do ponto de libração L5. Durante o período de observação as manchas mostraram um movimento quase imperceptível para L5. As observações foram feitas a partir da montanha Kasprowy Wierch.
Em 1967, J. Wesley Simpson fez observação usando o Kuiper Airborne Observatory.
A existência das nuvens de Kordylewski ainda são motivo de discussão. A sonda espacial japonesa Hiten, a qual passou através dos pontos de libração para detectar partículas de poeira, e suas medidas não obtiveram um aumento significativo da densidade de poeira em relação aos níveis de densidade de poeira do espaço circundante.

## Aparência
As nuvens de Kordylewski são um fenômeno muito pouco luminoso, comparável em brilho ao Gegenschein. São muito difíceis de ser observado a partir da Terra, mas podem ser visíveis em noites de céu excepcionalmente claro e escuro. Aparecem mais brilhantes quando estão em oposição ao Sol. A maioria das observações foram feitas a partir de desertos, mar, ou montanhas. As nuvens podem aparecer mais vermelhas do que o Gegenschein, indicando que provavelmente tenham diferentes tipos de partículas de poeira.
As nuvens de Kordylewski estão localizadas perto dos pontos de Lagrange L4 e L5 do sistema Terra-Lua. Possuem cerca de 6 graus em diâmetro angular. As nuvens podem se deslocar entre 6 a 10 graus desses pontos. Outras observações sugerem que se movem em torno dos pontos libração em elipses de cerca de 6 a 2 graus.